# Erik Veje Rasmussen

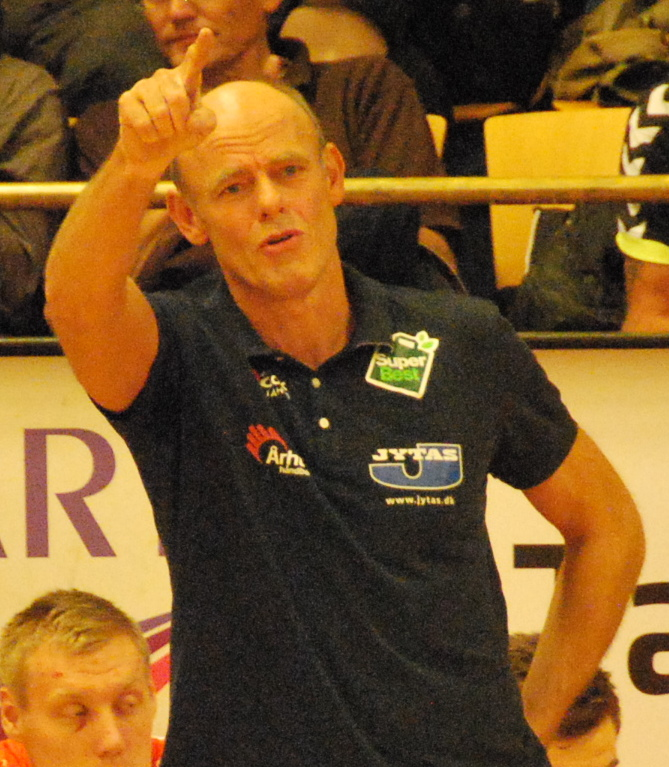
Erik Veje Rasmussen, 2011.

Erik Veje Rasmussen, född 9 april 1959 i Hørve, är en dansk handbollstränare och tidigare handbollsspelare (vänsternia).
Rasmussen spelade 233 landskamper och gjorde 1 015 mål för Danmarks landslag mellan åren 1980 och 1993. Han var med när Danmark kom på fjärde plats vid OS 1984 i Los Angeles.
Som tränare har han bland annat tränat tyska SG Flensburg-Handewitt (1998–2003).